# El Golâa
El Golâa (arabe : الڨلعة ) est un village du sud-ouest de la Tunisie. Il est situé au sud-est du Chott el-Jérid à deux kilomètres au nord de Douz dans la région du Nefzaoua.
Rattaché administrativement au gouvernorat de Kébili, il constitue une municipalité comptant 7 912 habitants en 2014.

## Toponymie
El Golâa ou El Kalâa (signifiant « citadelle » ou « forteresse » en français) est un nom de lieu courant en Afrique du Nord. Il implique une idée de hauteur, tous les villages portant ce nom étant bâtis sur une élévation ou dominés par une hauteur fortifiée.
Selon Charles-Joseph Tissot, suivi sans conviction par Jules Toutain, El Golâa pourrait être l'Agarsel antique cité par la table de Peutinger (VI, 2). Mais, sans éléments archéologiques ou épigraphiques, cela reste très hypothétique. Depuis, plusieurs auteurs ont envisagé d'autres attributions pour ce toponyme antique parmi les fortifications du Limes Tripolitanus contournant le Chott el-Jérid, comme le capitaine Leboeuf (Garaat Guettafi), Pierre Salama (Ghidma) et Pol Trousset (Sabria).
À noter qu'il faut distinguer Agarsel, Aggersel (peut-être Sidi Abd El-Rrahman El Garci dans la délégation d'Enfida (gouvernorat de Sousse) et Agarsel Nepte devenu Nefta.

## Géographie
En effet, la population d'El Golâa, ou Guelaouas (c'est ainsi que les habitants du village sont appelés), occupait à l'origine un point élevé par rapport à la plaine environnante. Estimée à environ 700 âmes à la fin du XIXe siècle, celle-ci n'a cessé d'étendre son espace d'habitat pour occuper les contrebas de la colline puis la plaine environnante.
Il ne reste plus au sommet de la colline que l'une des mosquées du village (dont on distingue le minaret) et un jardin public.

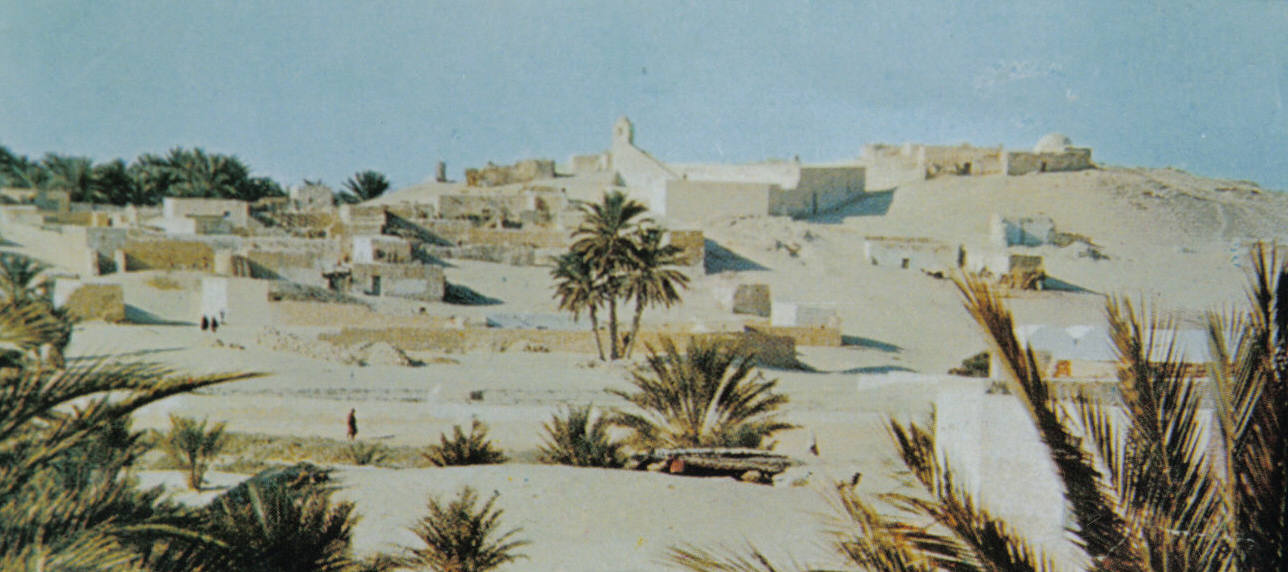
Vue générale du village au moment où les habitants occupaient encore un point élevé par rapport à la plaine environnante.
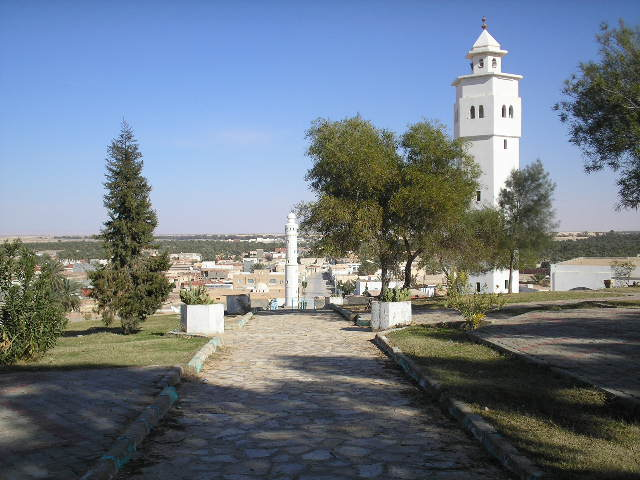
Vue du nouveau village à partir du sommet de la colline, où un jardin public a été créé sur les ruines des anciennes constructions.

## Histoire
Le village actuel est construit sur l'emplacement d'un autre village plus ancien dont les vestiges ont été détruits par les nouveaux occupants en quête des matériaux de construction. El Golâa devait être jadis un grenier fortifié à l'image des agadir du Maroc. Sa position, sur une butte d'où l'on découvre la région environnante, semble confirmer cette hypothèse. Ses habitants déclarent que, selon la tradition locale, le village a été, avec Bechelli et Telmine, l'une des capitales du Nefzaoua.
Un ancien cimetière a été découvert au nord-est d'El Golâa, au pied de la butte sur laquelle est construit le village. Il est enfoui dans le sable par 50 à 70 centimètres de profondeur. La disposition des pierres tombales et des ossements dans les tombes montre qu'il s'agit d'un cimetière musulman. Sur chaque pierre tombale, de forme grossièrement rectangulaire et faites en plâtre, est gravé un dessin de forme géométrique. Le sol est rempli d'éclats de poteries et les habitants d'El Golâa qui se servent de ces pierres tombales pour construire leurs maisons y ont aussi découvert des amphores et des plats. C'est certainement un cimetière qui date d'une époque où les survivances berbères n'avaient pas encore définitivement disparues dans la région. Lorsque, du sommet du village, l'on observe la base de la butte, on peut distinguer cet ancien cimetière : la coloration du sol étant légèrement différente des tons dominants aux alentours.

## Vie sociale
Par le passé, l'élément de base de la structure sociale à El Golâa est la famille, essentiellement patriarcale. Entre elles, les familles se groupent en sous-fractions et fractions de tribus, chaque fraction se déclarant issue d'un ancêtre commun ; les familles composant une sous-fraction se réclament de l'un des descendants mâles de l'ancêtre de la fraction. Les différentes fractions ainsi constituées forment une tribu, stade supérieur de l'organisation sociale et politique de ces populations nomades. Les liens qui ont présidé à cette formation sont par conséquent ceux du sang.
Du point de vue administratif, les habitants du village d'El Golâa relèvent du cheikhat d'El Golâa. Ce terme ne désigne pas autre chose que la tribu d'El Golâa. Le cheikhat d'El Golâa se compose de cinq fractions dont quatre résident au village même (Guenanna, Rouabeh, Debabka et Bekakra) et une cinquième (Ammaïra) dans le village voisin de Douz, dans les cheikhats de Douz Chergui et d'El Aouina. Les habitants de Douz sont en effet groupés en cheikhats différents. Les fractions se suivent par ordre d'importance démographique décroissante. Par ordre d'ancienneté, on peut les classer ainsi : Bekakra, Guenanna, Debabka, Rouabeh et Ammaïra.

## Logement et vie familiale
Le village d'El Golâa est situé à deux kilomètres au nord de Douz et bâti sur une butte qui en fait un observatoire, un signal y étant aménagé au début du protectorat. La maison s'appelle, comme partout dans la région, le houch. Plusieurs familles parentes y occupent chacune un dar.

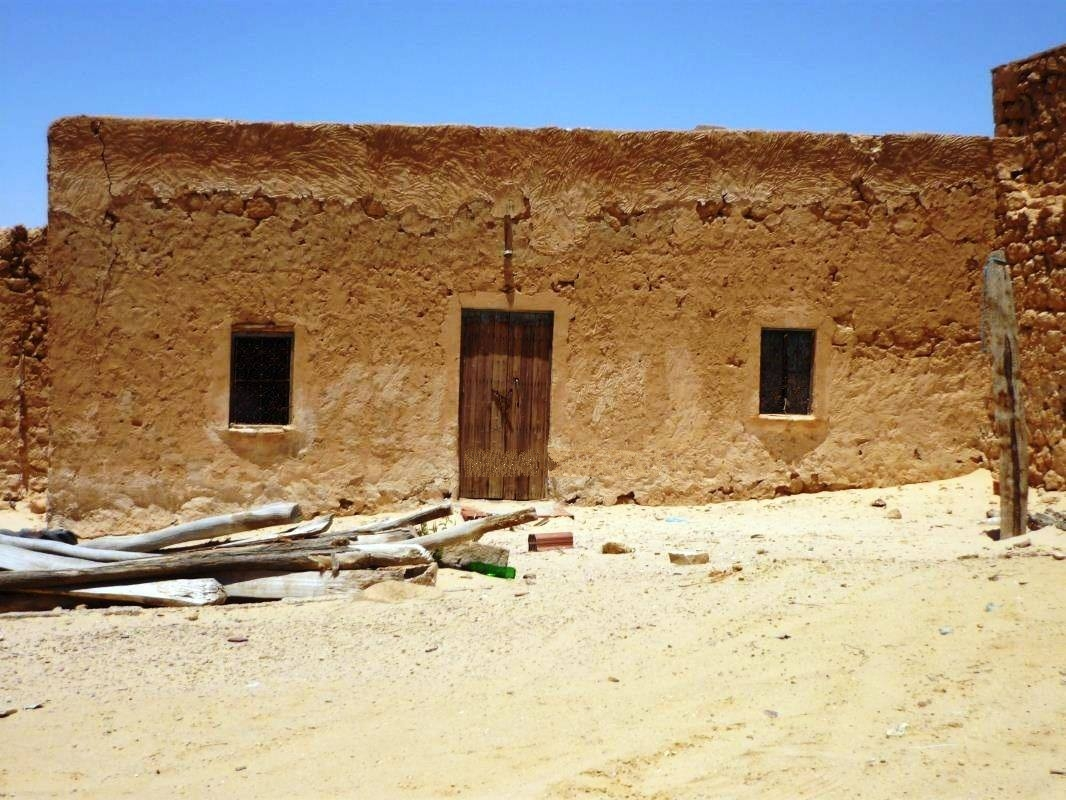
Dar construit en plâtre (zebs).

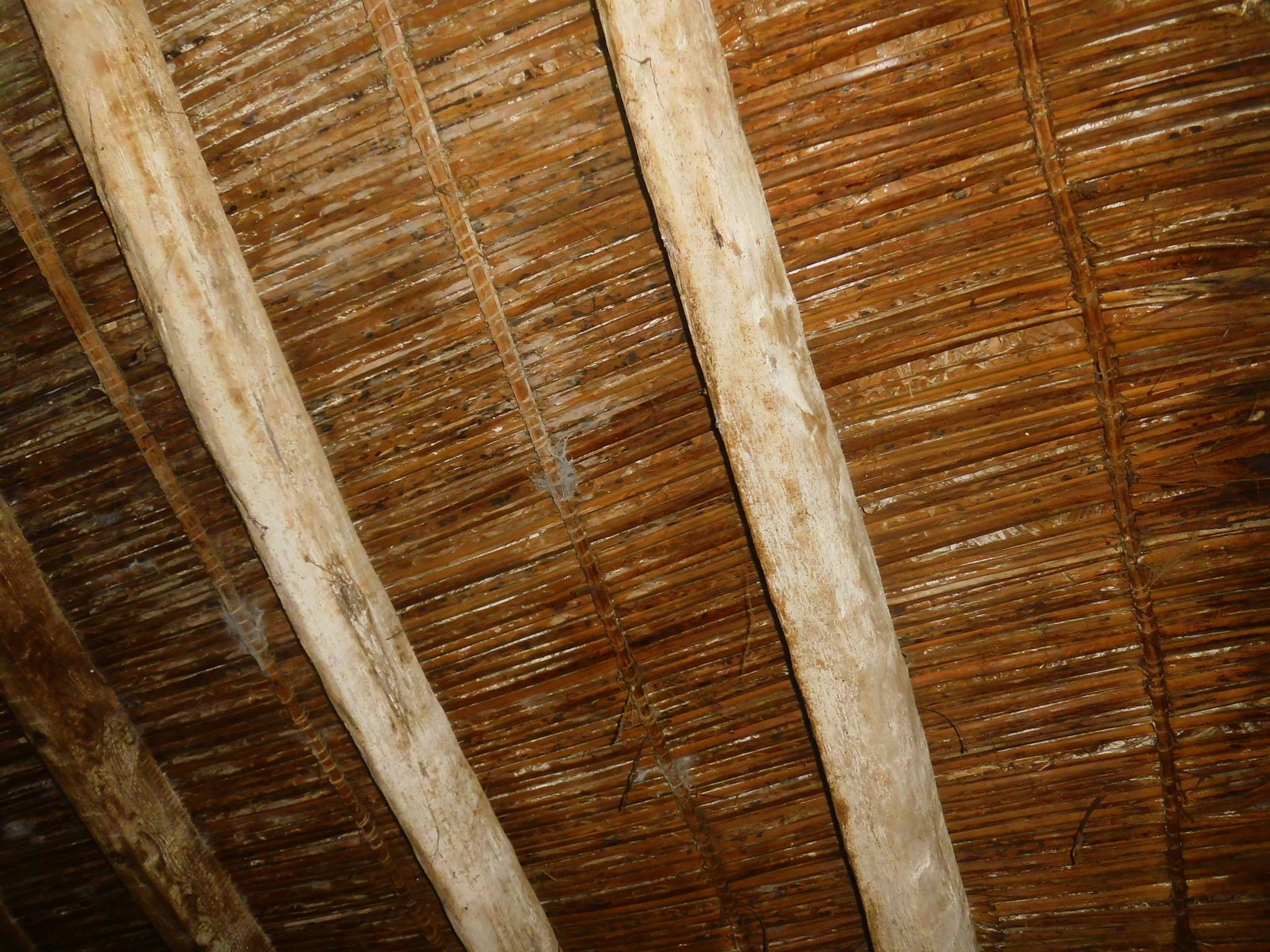
Plafond d'un dar recouvert de troncs de palmier et de palmes (jrid).

Dans un premier temps est construit le dar du chef de famille ; c'est une construction en plâtre (zebs), à plafond formé de troncs de palmiers sur lesquels s'appuie une couverture de palmes (jrid) elle-même protégée par une couche de plâtre. De forme parallélépipédique, cette construction comprend d'abord une chambre d'assez grandes dimensions (trois mètres environ sur cinq à six mètres) qui sert à la vie familiale et aux réceptions des invités. Une autre pièce sert de cuisine, on y stocke les provisions et c'est là qu'en général se tiennent les femmes. Quelquefois, il existe un petit réduit où l'on enferme, l'hiver venu, les animaux (quelques chèvres et le plus souvent un âne), les instruments de travail et, s'il en existe une à la maison, la tente en flij (sorte de besaces tissées). Il est à noter qu'à El Golâa on ne bâtit pas, comme dans le reste du pays, en style de ghorfa, mais en terrasse.
Plus tard, lorsque le fils se marie, on construit perpendiculairement au dar principal, un autre dar. Ce dernier n'est pas une maison indépendante mais une partie intégrante du houch. En principe, le houch ne comprend pas plus de trois ou quatre dar. Il est à noter que, comme pour la tente, le dar principal ouvre sa porte vers le sud. L'ouverture du houch, au contraire, n'a pas d'orientation fixe, les dar annexes se construisant, en effet, selon la nature du terrain. Toutefois, de la porte du houch à la cour intérieure, on retrouve le couloir coudé, rituel dans une maison musulmane, pour que les passants ne puissent pas avoir une vue directe sur la cour où peuvent se trouver des femmes. Les riches font construire une chambre de réception, soit à l'extérieur, soit dans le couloir d'entrée, comme cela se fait habituellement.
Avant d'habiter une maison que l'on vient d'acheter ou de construire, on égorge un mouton, un chevreau ou, chez les plus pauvres, une poule. Le sang en est répandu sur le sol en offrande aux esprits malins, jeteurs de sorts, pour être protégé du mauvais œil. Cette coutume est encore rigoureusement suivie dans les années 1950. C'est pourquoi, tout autour de la porte de la pièce principale du dar où loge la famille, on peut voir des dessins géométriques réalisés au henné. Les dessins n'ont pas en eux-mêmes une signification magique, seule la matière colorante qui fait office de peinture, le henné, possédant la vertu d'éloigner le mauvais œil. Ce henné est pris dans le stock utilisé par la mère de famille le jour de ses noces.
Enfin, il faut noter la situation tout à fait extérieure au village de maisons qui appartiennent à des gens du cheikhat mais qui, en fait, sont des étrangers : Ouled Yacoub, Ammaïra (diar el ammaïra) à l'est et Ben Mhamed (cheikhat de Blidet) à l'ouest.

## Culture
La seule activité culturelle est celle de l'Association de l'union culturelle guelaoui, créée dans les années 1950.

### Enseignement
Jusqu'en 1946, El Golâa accueille des kouttabs, des lieux où l'on apprend le Coran. Les versets coraniques y sont écrits sur du bois avec de l'encre noir, puis effacés avec de l'argile après les avoir récité au mouâddeb (enseignant) pour écrire d'autres versets, et ainsi de suite jusqu'à l'apprentissage d'un maximum d'entre eux. Traditionnellement, les livres manuscrits écrits en arabe sur de la peau de chameau ou du papier sont utilisés et conservés au sein de la sphère familiale. Les sujets traités sont la jurisprudence islamique, des recueils de hadîths, des titres fonciers, des conventions, au point que certains ont pu en constituer toute une bibliothèque.
Une école proprement dite n'est ouverte qu'au début de l'année 1946 avec l'installation de deux salles de classe.

### Religion

#### Zaouïas et marabouts
Les confréries religieuses ou les zaouïas à El Golâa ont su garder une partie de leur vocation auprès de la population locale. En effet, les Guelaouas croient à beaucoup de marabouts. Chaque fraction prétend avoir son propre marabout inhumé à El Golâa. On peut citer parmi eux :
- Sidi El Abed, de la fraction des Bekakra ;
- Sidi Mansour, de la fraction des Guenanna ;
- Sidi Yahia, de la fraction des Debabka ;
- Sidi Mohamed Dihmani, de la fraction des Rouabeh.

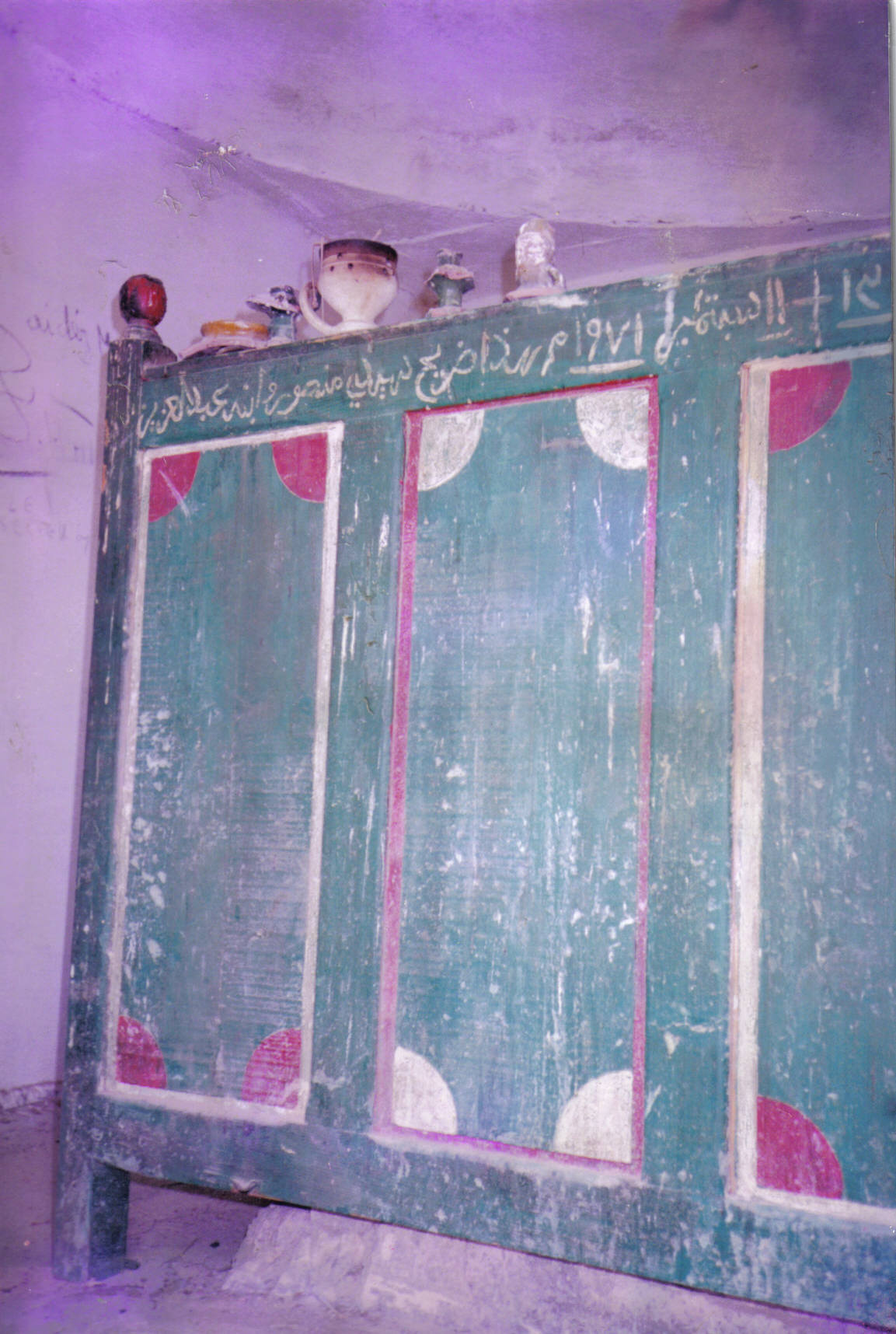
Zaouïa Sidi Mansour, ancêtre des Ouled Mansour de la fraction des Guenannas, inhumé dans le lieu dit Sîidia.
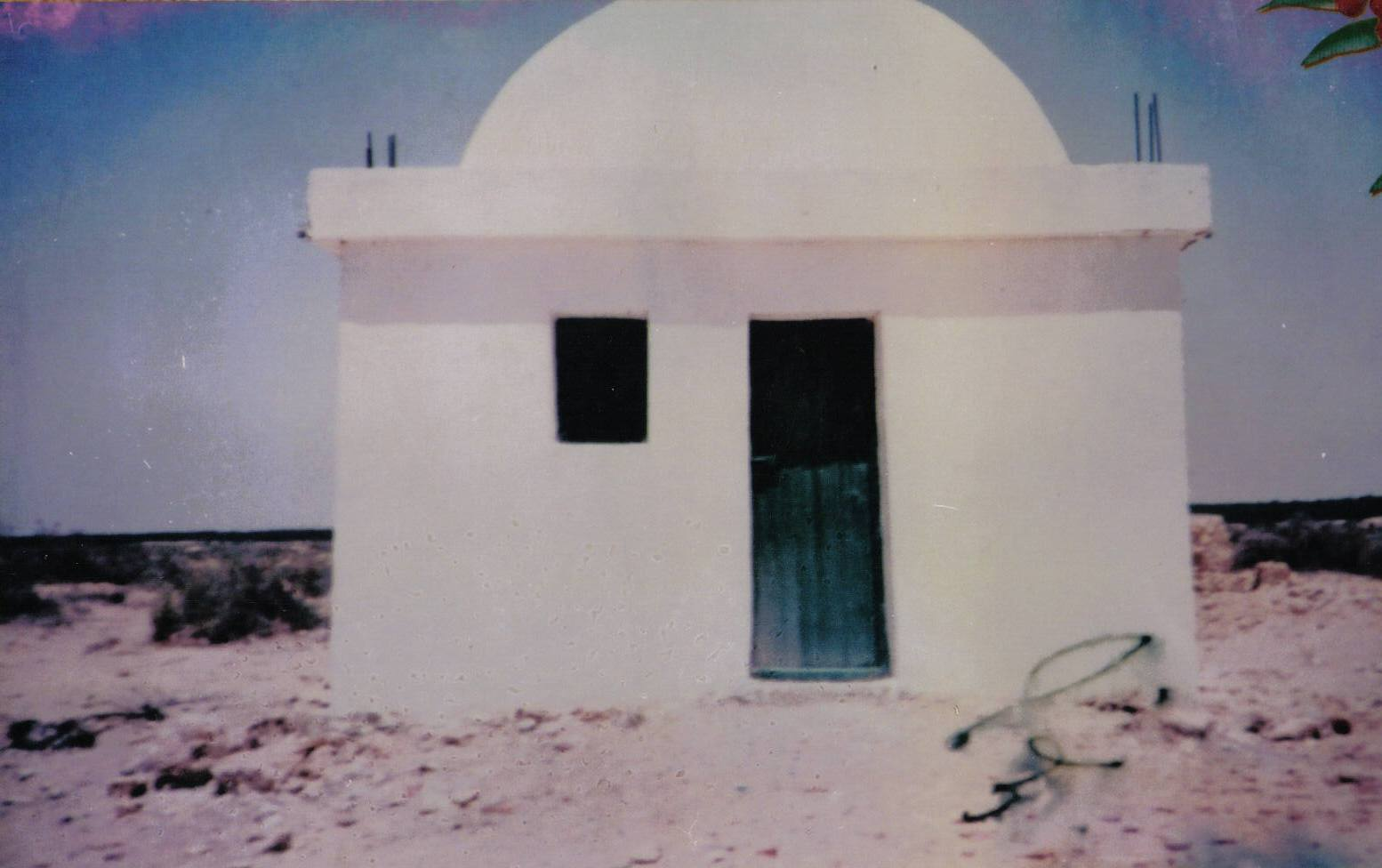
Zaouïa Sidi El Abed, ancêtre de la fraction des Bekakra inhumé au centre du village, sur la place du souk.

#### Confréries soufies
La tariqa soufie la plus répandue à El Golâa est la Qadiriyya, puis la Aïssawa, et de façon moindre la Rahmaniyya, chacune d'elles ayant ses croyances et ses pratiques.

## Politique
Le cheikhat d'El Golâa est, pour une période, le siège du caïd Belgacem Ben Mohamed Ben Khalifa, neveu d'Ali Ben Khalifa, chef de la résistance contre la colonisation française au début de 1887. Avant cette date, la direction des affaires à El Golâa est entre les mains d'un groupe (jemaâ) formé par les plus puissants et les plus fortunés du village. Ce groupe agit sous la tutelle du cheikh du village.
Depuis l'apparition de l'organisation du cheikhat, El Golâa a connu les cheikhs suivants (couramment appelés omdas) mentionnés par ordre d'ancienneté :
- Farah Ben Jarrad
- Mabrouk Ben Ahmed
- Mansour Ben Baccar
- Boubaker Ben Rabeh
- Amor Ben Ali Dabbek
- Mhemed Ben Ali Ben Mabrouk
- Abdallah Ben Mohamed Boukhbiza
- Ali Ben Abdallah Ben Mohamed Boukhbiza
- Salem Ben Rabeh
- Mabrouk Ben Abdallah Mabrouk
- Abdallah Ben Hédi Ben Amor Messoûd

Au début du XVIIIe siècle, les habitants d'El Golâa appuient les Housseiniya, soutiens des fils de Hussein Ben Ali (connus dans le Nefzaoua sous le nom de Youssef), contre les Bachia, partisans de la famille d'Ali Pacha (connus dans le Nefzaoua sous le nom de Cheddad), lorsque chacun des deux clans réclament le droit pour leurs représentants de devenir bey. Ce n'est qu'en avril 1882 qu'on peut mettre un terme à ce conflit avec l'arrivée du général Joseph-Alphonse Philibert dans le contexte de la conquête de la Tunisie par la France.